# アルレム・デジール
アルレム・デジール （Harlem, Jean-Philippe Désir, 1959年11月25日 - ）は、フランスの政治家。1980年代、フランスの反人種差別NGO組織SOS人種差別（fr）の活動家および代表として初めて名が知られた。続く10年間は自身の国政選挙計画に専念し、最初は環境世代、その後社会党に入党した。デジールは1999年以降欧州議会議員を務め、2004年と2009年に再選された。2011年フランス社会党の大統領候補予備選挙キャンペーンの間、デジールは党第一書記代行を務め、2012年10月に第一書記に選出された。2014年4月9日より、マニュエル・ヴァルス内閣のヨーロッパ問題担当大臣就任に伴い社会党第一書記を辞任。

## 経歴
学校の校長を務めるマルティニーク出身のジャン＝マリー・デジール、 そして共産主義に同調し同時に反植民地主義者であるヴォージュ県出身のニコル・デュメリーとの間に生まれた。母ニコルは保育園に勤務する、労働者総同盟（fr）のサンディカリストであった ·  · 。デジールはパリ第1大学パンテオン＝ソルボンヌで学び、1983年に哲学の学士号をとっている。
1980年代初頭、デジールは全フランス学生同盟独立と民主主義（Fr、Unef-ID。2001年に全フランス学生同盟となる）の学生自治会に参加した。同じくUnef-IDに参加していたジュリアン・ドレーと近く、彼は1984年にSOS人種差別の代表となり、1992年まで務めた。彼の強烈なメディア露出が、当時彼が関わっていた運動のパーソナリティをつくった。SOS人種差別のスポンサーであった実業家のピエール・ベルジェは、「デジールはまさに人間の良心だね。彼はまた、フランスの現在の名誉だよ。」と称した。デジールが代表を務める間、SOS人種差別は頻繁にメディアに登場し、定期的なイベント（コンサートなど）を開催し、「共感の価値」に基づく演説を行っていた。当初は文化の多様性の促進に焦点を当て、アルレム・デジールのスピーチは長い時間をかけて、人権からさらに伝統的な共和主義へと進化した。
1987年、デジールはテレビの政治番組『ルール・ド・ヴェリテ』（fr）のゲストとなった。彼はそこで評価を得て、彼のパフォーマンスは政治的コミュニケーションの観点から『厚紙のカード』のようだとみなされた。アルレム・デジールの評判は当時、『青少年のスポークスマン』といくつかのメディアで言われるほどだった。1990年、彼はSOS人種差別は湾岸戦争に反対すると表明した。彼は経験に基づいて湾岸戦争が間違いであると考えていた。
2度目の妻であるジャーナリスト、アンナ・アニェリとの間に2人の子供がいる。

## 政歴
1992年にSOS人種差別を辞し、短命に終わったル・ムヴマン（fr、その後ムヴマン・アクション・エガリテMouvement action égalitéと改名）という政党をつくったが、数ヵ月後にデジールは環境世代に入党した。彼は1993年フランス議会総選挙において、イヴリーヌ県第11選挙区の環境世代候補者となった。彼は第1回投票で投票数中6.84％を獲得したが、彼は2位であった社会党候補者への投票呼びかけを拒否した。
半年後の1993年12月、デジールは社会党に入党し、1994年には官庁に就職した。彼はその時から現在まで社会党左派のメンバーである。彼は1989年から1994年、1997年から1999年まで、経済社会環境評議会（Fr）のメンバーに任命されていた。
彼は1997年に再びオルネー＝スー＝ボワ選挙区から議会総選挙に出馬したが落選した。2年後、彼は欧州議会議員選挙に当選した。2004年欧州議会議員選挙では、デジールはイル＝ド＝フランス地域圏における社会党候補者リストの先頭に載った。彼はこの選挙で投票数の25.03％を獲得、欧州社会党会派の副党首となった。
欧州議会議員として在職中、デジールはグローバリゼーション問題を専門としている。彼は毎年世界社会フォーラムに出席し、元々トービン税導入賛成の改憲論者である（欧州議会内の「資本の課税」グループ内の長として）。
2008年にランスで開催されたフランス社会党大会では、デジールはベルトラン・ドラノエ候補の支持にまわった。マルティーヌ・オブリーが党第一書記に選出されると、事実上党内序列2位とみなされる全国書記職についた。しかしこのことは1980年代のようには公にされなかった。
マルティーヌ・オブリーがフランス社会党の大統領候補予備選挙への立候補を表明すると、党内序列2位のデジールは政治的協議によって2011年6月30日に第一書記代行と大統領候補予備選全国会議の議長に任命された。したがって、予備選の終わる2011年10月16日まで、彼は党の指揮を取った。
2012年5月27日、デジールはマルティーヌ・オブリーの後継として党第一書記選挙に立候補することを表明。同年9月12日、オブリーとジャン＝マルク・エロー首相がデジール支持を明らかにした。2012年10月18日に行われた社会党第一書記選挙の投票において、対立候補エマニュエル・モーレルを破り第一書記に選出された。

## 公職
2017年7月18日、OSCEのメディアの自由に関するOSCE代表に任命された。任期は3年。

## 有罪判決
SOS人種差別の代表を1992年まで務めていたデジールは、1986年11月から1987年10月までの一年間、リール市に拠点を置く「移民の訓練教育地域圏協会」の教官という架空の職について月給8900フランを受け取っていたことが発覚した。彼は1998年12月7日、「団体資産の不正隠匿」として、執行猶予18ヶ月と罰金3万フランの有罪判決を受けた。
デジールはSOS人種差別代表であった時の駐車違反で、1992年5月に判決が下り罰金8万フランを財務省に納めるよう求められていたが、フランソワ・ミッテランの恩赦の恩恵を受けている。

## 著作
- 『私のなかまに手を出すな―フランスの「SOS人種差別」運動』（Touche pas à mon pote）、電子本ピコ第三書館販売、1993年、ISBN 978-4807493241